# Algoritam (knjižara)
Algoritam je bio lanac knjižara hrvatske tvrtke Algoritam d.o.o., čije se sjedište nalazilo u Zagrebu. Ujedno je bio i najveći distributer videoigara i drugog računalnog softvera za kućnu uporabu u Hrvatskoj.
Algoritam je u Hrvatskoj držao primat u prodaji strane literature i multimedijalnih proizvoda, bio je lider na polju distribucije udžbenika za strane jezike u osnovnim, srednjim, stručnim i visokoškolskim ustanovama, kao i u školama za učenje stranih jezika. Na polju izdavaštva Algoritam se nalazio među četiri najveća hrvatska izdavača.

## Povijest
Algoritam je bila prva knjižara u Hrvatskoj koja se u potpunosti posvetila prodaji stranih knjiga. Na tržištu je postojala od početka 1990-ih, tijekom kojih se uspjela profilirati kao jedna od vodećih hrvatskih knjižara te vrste. Jedan od razloga tomu je bio kontinuirani rast maloprodaje, otvaranje novih Bookshopova i Gameshopova diljem Hrvatske, što veća i raznolikija ponuda, umrežavanje cjelokupne ponude putem interneta i svakodnevno uvođenje inovacija i raznovrsne pogodnosti za kupce.
Trudeći se korisnike informirati o svim novostima u ponudi, Algoritam je redovito izdavao i besplatni, specijalizirani časopis AMagazin, u kojem su čitatelji mogli pronaći potpune i opširne informacije o knjigama, kako na stranim jezicima, tako i iz Algoritmove naklade, ali i multimediji i udžbenicima. Časopis se mogao naći u svim Algoritmovim maloprodajnim poslovnicama. Glavne su se poslovnice nalazile u Zagrebu (četiri), Puli, Splitu, Varaždinu, Dubrovniku i Osijeku. U Zagrebu je postojao i prvi specijalizirani GameShop, a krajem kolovoza 2007. otvoren je Algoritam Bookshop – najveći do tada, te je bio smješten u trgovačkom centru Avenue Mall u Novom Zagrebu na 70 m2 prodajnog prostora. Ponuda je obuhvaćala domaću knjigu, stranu knjigu, stručnu literaturu, udžbenike, glazbu i film, videoigre za računala i konzole, pribore za računala i konzole, iPode i mp3 playere, papirnicu i gift shop, dječji odjel, strane časopise i slično.
Algoritam je svoju ponudu proširio i na dnevni servis vijesti - Predlist, web-servis općenitih dnevnih informacija iz svijeta knjige, književnosti i multimedije, gdje je, u samo nekoliko mjeseci, objavljeno više od 600 vijesti.  

## Ponuda
Osim Odjela za strane knjige, na kojem se moglo pronaći najveći izbor knjiga na stranim jezicima – od portugalskog, do engleskog, od najaktualnijih knjiga s best-seller lista diljem svijeta, pa do rječnika i enciklopedija, Odjela za časopise, s više od šest stotina različitih naslova svjetskih časopisa, Odjela multimedije koja je opsegom svoje ponude zadovoljavala i najzahtjevnije korisnike, te Odjela udžbenika sa svim relevantnijim naslovima iz tog područja, jedan od istaknutih bio je i Odjel naklade, gdje su se objavljivali prijevodi knjiga sa stranih jezika, ali i knjige hrvatskih autora. Najaktualnije knjige s "best-seller" lista diljem svijeta, publicistika, domaći i strani autori koji su svojom književnom kvalitetom zaslužili naslov klasika, djela pisaca koji su u svijetu iznimno popularni, čije su knjige osvojile mnogobrojne književne nagrade i tjednima nisu silazile s top ljestvica najprodavanijih knjiga, najpoznatije svjetske knjige za djecu i mlade, kvalitetni naslovi po pristupačnim cijenama, ono najbolje od fantastike, kriminalističkih romana, trilera, ljubavnih romana… – Algoritam je nudio više od 550 naslova, razvrstanih u različite biblioteke (NAJ, Algoritam, Facta, Arboretum (Arboretum Electa), Zlatko Crnković vam predstavlja, Andrea Zlatar vam predstavlja, Anima, slikovnice, Infoteka, Male stvari, KaLibar, Naša stvar, Piramida, Ulica straha...)

## Stečaj i prestanak poslovanja
Algoritam ulaskom u stečaj prestao poslovati, a 2018. godine izbrisan je iz registra Trgovačkog suda u Zagrebu.

## Poveznice
- Izdavači knjiga u Hrvatskoj

## Vanjske poveznice
- Algoritmov Kontakti (zastarjelo)
- Propao Algoritam: Počeo rat za njegove knjižare

1. ↑  Sudski registar - Podaci o poslovnom subjektu. sudreg.pravosudje.hr. Pristupljeno 29. listopada 2024.